# Educational Launch of Nanosatellites
Educational Launch of Nanosatellites (kurz ELaNa, etwa: Start von Nanosatelliten zu Ausbildungszwecken) ist eine Serie von US-amerikanischen Satellitenstarts. Die Satelliten haben Cubesat-Format und werden von Schülern, Studenten und Forschungsinstituten gebaut. Mit Vermittlung der NASA werden sie kostengünstig als Sekundärnutzlasten ins All transportiert. Neben der Ausbildung im Fach Raumfahrttechnik dienen die Satelliten auch zur Erprobung neuer Technologien und für Forschungszwecke.
Die Elana-Starts werden vom Kennedy Space Center, dem NASA-Raumfahrtzentrum am Cape Canaveral, im Rahmen der „CubeSat Launch Initiative“ organisiert. Elana-Starts mit neuen, wenig erprobten Kleinraketen laufen auch unter der Bezeichnung Venture Class Launch Services (VCLS, etwa: Risikoklassen-Startdienste).

## Startliste
2011 – 2012 – 2013 – 2014 – 2015 – 2017 – 2018 – 2019 – 2020 – 2021 – 2022 – 2023 – 2024 – 2025
Stand: 24. Juni 2025
Fehlstarts mit Verlust der Satelliten sind in der Tabelle grau hinterlegt.
| Nr. | Startdatum (UTC) | Rakete        | Startplatz | (Primärmission) Elana-Satelliten                                                                                                | Verantwortliche Einrichtungen |
| --- | ---------------- | ------------- | ---------- | --- | --- |
| 1   | 4. März 2011     | Taurus XL     | VAFB       | (Glory) Explorer-1 Hermes KySat-1                                                                                               | Montana State University University of Colorado Boulder University of Kentucky |
| 3   | 28. Okt. 2011    | Delta II      | VAFB       | (Suomi NPP) Explorer-1 M-Cubed/COVE DICE Rax-2 AubieSat-1                                                                       | Montana State University University of Michigan Utah State University University of Michigan Auburn University |
| 6   | 13. Sep. 2012    | Atlas V       | VAFB       | (NROL-36) CSSWE CINEMA CP-5 CXBN                                                                                                | University of Colorado Boulder University of California, Berkeley California Polytechnic State University Morehead State University |
| 4   | 20. Nov. 2013    | Minotaur I    | MARS       | (STPSat 3) KySat-2 COPPER Trailblazer TJ3Sat CAPE 2 Ho`oponopono-2 DragonSat-1 SwampSat ChargerSat-1 Vermont Lunar PhoneSat 2.4 | University of Kentucky St. Louis University University of New Mexico Thomas Jefferson High School, Arlington, Va University of Louisiana at Lafayette University of Hawaii at Manoa Drexel University University of Florida University of Alabama in Huntsville Vermont Technical College Ames Research Center         |
| 2   | 6. Dez. 2013     | Atlas V       | VAFB       | (NROL-39) Firebird II A/B IPEX CUNYSAT M-Cubed-2/COVE                                                                           | Montana State University Jet Propulsion Laboratory City University of New York University of Michigan |
| 5   | 18. Apr. 2014    | Falcon 9      | CCAFS      | (Dragon CRS-3) ALL-STAR TSAT KickSat PhoneSat 2.5 SporeSat                                                                      | University of Colorado Boulder Taylor University Cornell University Ames Research Center |
| 8   | 28. Okt. 2014    | Antares       | MARS       | (Cygnus Orb-3) RACE | Jet Propulsion Laboratory |
| 10  | 31. Jan. 2015    | Delta II      | VAFB       | (SMAP) Firebird II A,B GRIFEX EXOCUBE                                                                                           | Montana State University Jet Propulsion Laboratory California Polytechnic State University |
| 11  | 20. Mai 2015     | Atlas V       | CCAFS      | (X-37 OTV-4) LightSail-A | The Planetary Society |
| 12  | 8. Okt. 2015     | Atlas V       | VAFB       | (NROL-55) BisonSat Fox-1A ARC-1 LMRSTSat                                                                                        | Salish Kootenai College, Pablo, Montana AMSAT University of Alaska Fairbanks Jet Propulsion Laboratory |
| 7   | 4. Nov. 2015     | Super Strypi  | Kauai      | (HiakaSat) Argus PrintSat | St. Louis University Montana State University |
| 9   | 6. Dez. 2015     | Atlas V       | CCAFS      | (Cygnus OA-4) CADRE MinXSS STMSat-1                                                                                             | University of Michigan University of Colorado Boulder St. Thomas More Cathedral School, Arlington |
| 17  | 18. Apr. 2017    | Atlas V       | CCAFS      | (Cygnus OA-7) IceCube CXBN-2 CSUNSat-1                                                                                          | Goddard Space Flight Center Morehead State University California State University |
| 22  | 14. Aug. 2017    | Falcon 9      | KSC        | (Dragon CRS-12) ASTERIA Dellingr OSIRIS-3U                                                                                      | Massachusetts Institute of Technology Goddard Space Flight Center Pennsylvania State University |
| 13  | 12. Nov. 2017    | Antares       | MARS       | (Cygnus OA-8) ISARA EcAMSat TechEdSat-6                                                                                         | Jet Propulsion Laboratory Ames Research Center |
| 14  | 18. Nov. 2017    | Delta II      | VAFB       | (JPSS-1) RadFxSat EagleSat MiRaTA MakerSat                                                                                      | Vanderbilt University Embry-Riddle Aeronautical University Massachusetts Institute of Technology Northwest Nazarene University |
| 23  | 21. Mai 2018     | Antares       | MARS       | (Cygnus OA-9) EQUiSat CubeRTT HaloSat MemSat RadSat-G RainCube TEMPEST-D,1                                                      | Brown University The Ohio State University University of Iowa Rowan University Montana State University Jet Propulsion Laboratory Colorado State University |
| 18  | 15. Sep. 2018    | Delta II      | VAFB       | (ICESat-2) DAVE ELFINA/B SurfSat                                                                                                | California Polytechnic State University University of California, Berkeley University of Central Florida |
| 16  | 17. Nov. 2018    | Antares       | MARS       | (Cygnus NG-10) KickSat-2 | Cornell University |
| 24  | 3. Dez. 2018     | Falcon 9      | VAFB       | (SSO-A) IRVINE02 WeissSat-1 | University High School, Irvine Weiss School, Palm Beach Gardens, Florida |
| 21  | 5. Dez. 2018     | Falcon 9      | CCAFS      | (Dragon CRS-16) TechEdSat-8 UNITE                                                                                               | Ames Research Center University of Southern Indiana |
| 19  | 16. Dez. 2018    | Electron      | Mahia      | (VCLS-1) ALBus CeREs CHOMPTT CubeSail DaVinci ISX NMTSat RSat Shields-1 STF-1                                                   | Glenn Research Center Goddard Space Flight Center University of Florida University of Illinois at Urbana-Champaign North Idaho STEM Charter Academy California Polytechnic State University New Mexico Institute of Mining and Technology United States Naval Academy Langley Research Center West Virginia University |
| 26  | 17. Apr. 2019    | Antares       | MARS       | (Cygnus NG-11) VCC | Old Dominion Research Foundation |
| 15  | 25. Juni 2019    | Falcon Heavy  | KSC        | (STP-2) Armadillo LEO (CP9) StangSat                                                                                            | University of Texas at Austin California Polytechnic State University Merritt Island High School |
| 27  | 25. Juli 2019    | Falcon 9      | CCAFS      | (Dragon CRS-18) RFTSat | Northwest Nazarene University |
| 25A | 2. Nov. 2019     | Antares       | MARS       | (Cygnus NG-12) Argus-02 HARP Phoenix RadSat-U SOCRATES HuskySat-1 SwampSat II                                                   | St. Louis University University of Maryland, Baltimore County Arizona State University Montana State University University of Minnesota University of Washington University of Florida |
| 25B | 5. Dez. 2019     | Falcon 9      | CCAFS      | (Dragon CRS-19) AzTechSat-1 SORTIE CryoCube                                                                                     | Ames Research Center Atmospheric & Space Technology Research Kennedy Space Center |
| 28  | 5. Dez. 2019     | Falcon 9      | CCAFS      | CIRiS EdgeCube | Utah State University Sonoma State University |
| 30  | 15. Feb. 2020    | Antares       | MARS       | (Cygnus NG-13) TechEdSat-10 | Ames Research Center |
| 32  | 13. Juni 2020    | Electron      | Mahia      | (Rideshare) ANDESITE | Boston University |
| 31  | 3. Okt. 2020     | Antares       | MARS       | (Cygnus NG-14) BobCat-1 NEUTRON-1 SPOC                                                                                          | Ohio State University University of Hawaiʻi at Mānoa University of Georgia |
| 20  | 17. Jan. 2021    | LauncherOne   | MASP       | (VCLS-1) PolarCube MiTEE CACTUS-1 Q-PACE TechEdSat-7 RadFxSat-2 EXOCUBE-2 CAPE-3 2× PICS                                        | University of Colorado Boulder University of Michigan Capitol Technology University University of Central Florida Ames Research Center Vanderbilt University California Polytechnic State University University of Louisiana at Lafayette Brigham Young University                                                     |
| 35  | 24. Jan. 2021    | Falcon 9      | CCSFS      | (Transporter-1) PTD-1 | Ames Research Center |
| 33  | 20. Feb. 2021    | Antares       | MARS       | (Cygnus NG-15) IT-SPINS | Montana State University |
| 36  | 3. Juni 2021     | Falcon 9      | CCSFS      | (Dragon CRS-22) RamSat | Oak Ridge Public Schools, Tennessee |
| 37  | 29. Aug. 2021    | Falcon 9      | KSC        | (Dragon CRS-23) CapSat-1 PR_CuNaR 2 Space-HAUC                                                                                  | Weiss School, Palm Beach Gardens Interamerican University of Puerto Rico University of Massachusetts |
| 34  | 27. Sep. 2021    | Atlas V       | VSFB       | (Landsat 9) CUTE CuPID | University of Colorado Boulder Boston University |
| 38  | 21. Dez. 2021    | Falcon 9      | KSC        | (Dragon CRS-24) DAILI GASPACS PATCOOL TARGIT                                                                                    | The Aerospace Corporation Utah State University Kennedy Space Center Georgia Tech Research Corporation |
| 29  | 13. Jan. 2022    | LauncherOne   | MASP       | (STP-27VPB) 2× PAN | Cornell University |
| 41  | 10. Feb. 2022    | Rocket 3      | CCSFS      | (VCLS-2) Bama-1 Inca QubeSat R5-S1                                                                                              | University of Alabama New Mexico State University University of California, Berkeley Johnson Space Center |
| 44  | 19. Feb. 2022    | Antares       | MARS       | (Cygnus NG-17) Nachos | Los Alamos National Laboratory |
| 39  | 2. Juli 2022     | LauncherOne   | MASP       | (STP-28A) GPX2 CTIM-FD | Langley Research Center University of Colorado Boulder |
| 45  | 15. Juli 2022    | Falcon 9      | KSC        | (Dragon CRS-25) BeaverCube CapSat-1 Click A D3 Jagsat                                                                           | Massachusetts Institute of Technology Weiss School, Palm Beach Gardens Ames Research Center Embry-Riddle Aeronautical University University of South Alabama |
| 49  | 26. Nov. 2022    | Falcon 9      | KSC        | (Dragon CRS-26) Mario petitSat Sport TJREVERB                                                                                   | University of Michigan Goddard Space Flight Center Marshall Space Flight Center Thomas Jefferson High School, Arlington, Va |
| 50  | 15. März 2023    | Falcon 9      | KSC        | (Dragon CRS-27) ARKSat-1 LightCube                                                                                              | University of Arkansas Arizona State University |
| 47  | 15. April 2023   | Falcon 9      | VSFB       | (Transporter-7) CIRBE | University of Colorado Boulder |
| 40  | 15. April 2023   | Falcon 9      | VSFB       | LLITED | The Aerospace Corporation, Embry-Riddle Aeronautical University |
| 57  | 4. März 2024     | Falcon 9      | VSFB       | (Transporter-10) M3 | Missouri University of Science and Technology |
| 51  | 21. März 2024    | Falcon 9      | CCSFS      | (Dragon CRS-30) Big Red Sat-1 BurstCube HyTI Snoopi                                                                             | University of Nebraska Goddard Space Flight Center University of Hawaii at Manoa Purdue University |
| 43  | 4. Juli 2024     | Firefly Alpha | VSFB       | (VCLS-2) CatSat KUbeSat-1 MESAT1 R5 S2-2.0 R4 S4 Serenity 3 SOC-I TechEdSat 11                                                  | University of Arizona University of Kansas University of Maine Johnson Space Center Teachers in Space University of Washington Ames Research Center |
| 48  | 9. Juli 2024     | Ariane 62     | CSG        | (VA262) Curie A, B | University of California, Berkeley |
| 52  | 4. Aug. 2024     | Falcon 9      | CCSFS      | (Cygnus NG-21) Cysat-1 DORA | Iowa State University Arizona State University |
| 54  | 14. Jan. 2025    | Falcon 9      | VSFB       | (Transporter-12) TechEdSat-22                                                                                                   | Ames Research Center |
| 56  | 23. Juni 2025    | Falcon 9      | VSFB       | (Transporter-14) Arcstone | Langley Research Center |
| 42  | 2025 (geplant)   | New Glenn     | CCSFS      | (Elytra) Apex Canvas Darla OrCa 2 R5-S3, S5 SeaLion TechEdSat-16 Ut-ProSat 1                                                    | Georgia Institute of Technology University of Colorado Boulder Saint Louis University Georgia Institute of Technology Johnson Space Center Old Dominion University Ames Research Center Virginia Tech |